# Sračinec
Sračinec es un municipio de Croacia en el condado de Varaždin.

## Geografía
Se encuentra a una altitud de 180 m s. n. m. a 95 km de la capital nacional, Zagreb.

## Demografía
En el censo 2011, el total de población del municipio fue de 4842 habitantes, distribuidos en las siguientes localidades:
- Sračinec - 3897
- Svibovec Podravski - 945

| Gráfica de población de Sračinec 1857-2011                          |
|                                                                     |
| Según los censos de población de la oficina estadística de Croacia. |